# Стефанчук Микола Олексійович
Стефанчу́к Мико́ла Олексі́йович — адвокат, доктор юридичних наук, професор, заслужений юрист України. Народився 4 травня 1981 року у Хмельницькому.
Народний депутат України 9-го скликання від партії «Слуга народу» (виборчий округ № 187, Хмельницький). Член Комітету Верховної Ради України з питань правової політики. Голова підкомітету з питань адаптації законодавства України до положень права Європейського Союзу (acquis ЄС), виконання міжнародно-правових зобов'язань України у сфері європейської інтеграції Комітету Верховної Ради України з питань правової політики.

## Освіта
- загальна середня освіта (з відзнакою), загальноосвітня середня школа № 18, м. Хмельницький (1997 р.);
- вища освіта (диплом з відзнакою), спеціальність «Правознавство», Хмельницький інститут регіонального управління та права (2003 р.);
- вища освіта, спеціальність «Соціальна педагогіка», Хмельницький національний університет (2007 р.);
- вища освіта, спеціальність «Управління навчальним закладом», Хмельницька гуманітарно-педагогічна академія (2012 р.);
- вища освіта, спеціальність «Державна служба», Хмельницький університет управління та права (2012 р.).

## Наукові ступені, вчені звання
- доктор юридичних наук (дисертація на тему «Теоретичні засади цивільної правосуб'єктності фізичних осіб та особливості її здійснення» зі спеціальності 12.00.03 у спеціалізованій вченій раді Д 26.500.01 (Науково-дослідний інститут приватного права і підприємництва імені академіка Ф. Г. Бурчака, 2020 р.);
- професор зі спеціальності 081 - Право (2021 р.).

## Трудова та наукова діяльність
- 2006—2012 — доцент, професор кафедри цивільного права та процесу Хмельницького університету управління та права;
- 2012—2013 — доцент кафедри міжнародного права Чернівецького національного університету імені Юрія Федьковича;
- 2013—2014 — доцент кафедри цивільного права та процесу Тернопільського національного економічного університету;
- 2014—2016 — професор кафедри цивільного права та процесу Національної академії Державної прикордонної служби України імені Богдана Хмельницького;
- з 2016 року — старший науковий співробітник Київського національного університету імені Тараса Шевченка;
- з 2019 року - начальник юридичного відділу Національного офісу інтелектуальної власності;
- з 2019 року - народний депутат від партії "Слуга народу".

Має понад 180 наукових праць в сфері права, в тому числі навчальні посібники з грифом МОН, коментарі до чинного законодавства, монографії, хрестоматії, наукові статті.
Зокрема:

#### Навчальні посібники з грифом МОН
- Цивільне право України: навчальний посібник / За ред. Р. О. Стефанчука. — К.: Наукова думка; Прецедент. — 2004—361 с.
- Цивільне право України: в 3-х книгах: Книга 1 / За ред. Є. О. Харитонова, А. І. Дрішлюка. — Одеса: Юридична література. — 2005. — С. 355—357, 357—361.
- Правознавство: навч. посіб. / В. М. Олуйко, Р. І. Кондратьєв, Р. О. Стефанчук та ін.; за ред. Р. І. Кондратьєва. — К.: Вид. Дім «Ін Юре», 2008—488 с.
- Цивільне право України: навч. посіб. / Ю. В. Білоусов, В. А. Ватрас, С. Д. Гринько та ін.; за ред. Р. О. Стефанчука. — К.: Правова єдність, 2009. — 536 с.